# Topografiska kåren

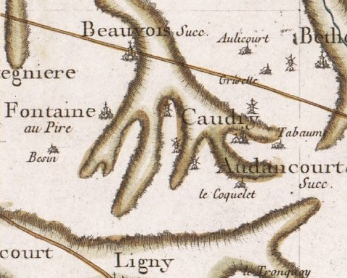
Karta över Caudry med omgivningar. Ritad 1758 av J. Seguin, kunglig ingenjörsgeograf.

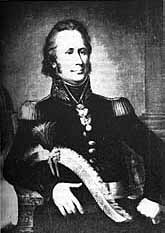
Gustaf Wilhelm af Tibell, den svenska Fältmätningskårens grundare och förste chef 1805–1811, Ingenjörskårens chef 1811–1812.

En topografisk kår är en personalkår eller truppslag med ansvar för militärgeografisk verksamhet.

## Frankrike
De franska fältmätarna organiserades som kåren Ingenieurs des Camps et des Armées 1696. Fältmätarna bildade 1726 en självständig kår under namnet Corps des ingénieurs-géographes des camps et armées du Roi vilken från 1769 benämndes Corps Royal des Ingenieurs-Geographes Militaires. Kåren avskaffades efter franska revolutionen, men återupprättades som en egen kår 1803. Den avskaffades igen 1831 då dess personal och uppgifter förenades med generalstabens. Den franska topografiska kåren har stått som förebild för de flesta andra länders topografiska kårer.

## Preussen
I Preussen fanns sedan 1790 en kader av ingenjörsgeografer med ansvar för detaljarbeten inom kartografi och topografi. De mest kvalificerade arbetena utfördes dock av generalstabsofficerare. Ingenjörsgeograferna hade först ställning som lägre militärtjänstemän och avlönades som högre underofficerare. År 1813 fick de allmän ställning som officerare och 1841 blev de löjtnants vederlikar. Under 1864 anställdes vidareutbildade styckjunkare som triangelmätare och topografer, senare som fältingenjörsgeografer. Efter 1867 försvinner personalkategorin ur den preussiska arméns organisation.

## Sverige

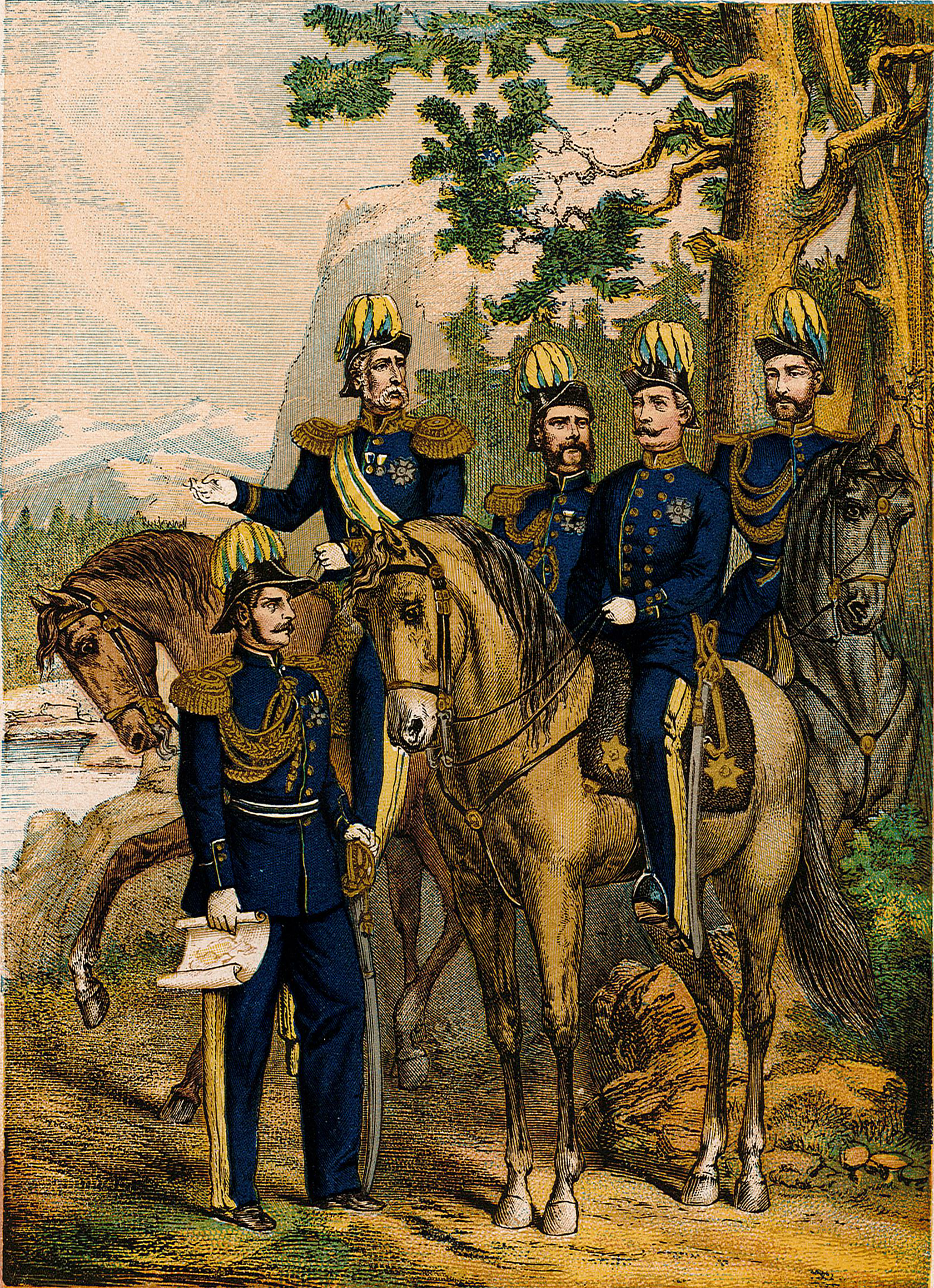
Uniform för den svenska topografiska kåren, generalstaben med mera, 1866.

Fältmätningskåren bildades 1805 och slogs samman med Fortifikationen och bildade Ingenjörskåren år 1811. Topografiska kåren (Topografiska corpsen) bildades 1831 av Ingenjörskårens fältmätningsbrigad som då utgick ur Ingenjörskåren. Den bestod av en överste, en professor, "renritare", vaktmästare och officerare, och hade till uppgift att uppföra fullständiga militärkartor över Sverige. Under åren 1836 till 1856 hade kåren ansvaret för de optiska telegrafnäten i landet. År 1873 blev den en avdelning inom den nybildade Generalstaben. År 1861 utgavs kartverket Trakten omkring Stockholm i IX blad som reviderades flera gånger ända in på 1930-talet.
Inledningsvis genomfördes en utbildning och förberedande kartarbeten. Arbetet ledde till den så kallade generalstabskartan som under lång tid var det enda rikstäckande kartverket med en enhetlig och detaljerad bild av landet.

## USA

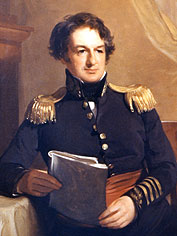
John James Abert, chef för den amerikanska topografiska kåren 1838–1861.

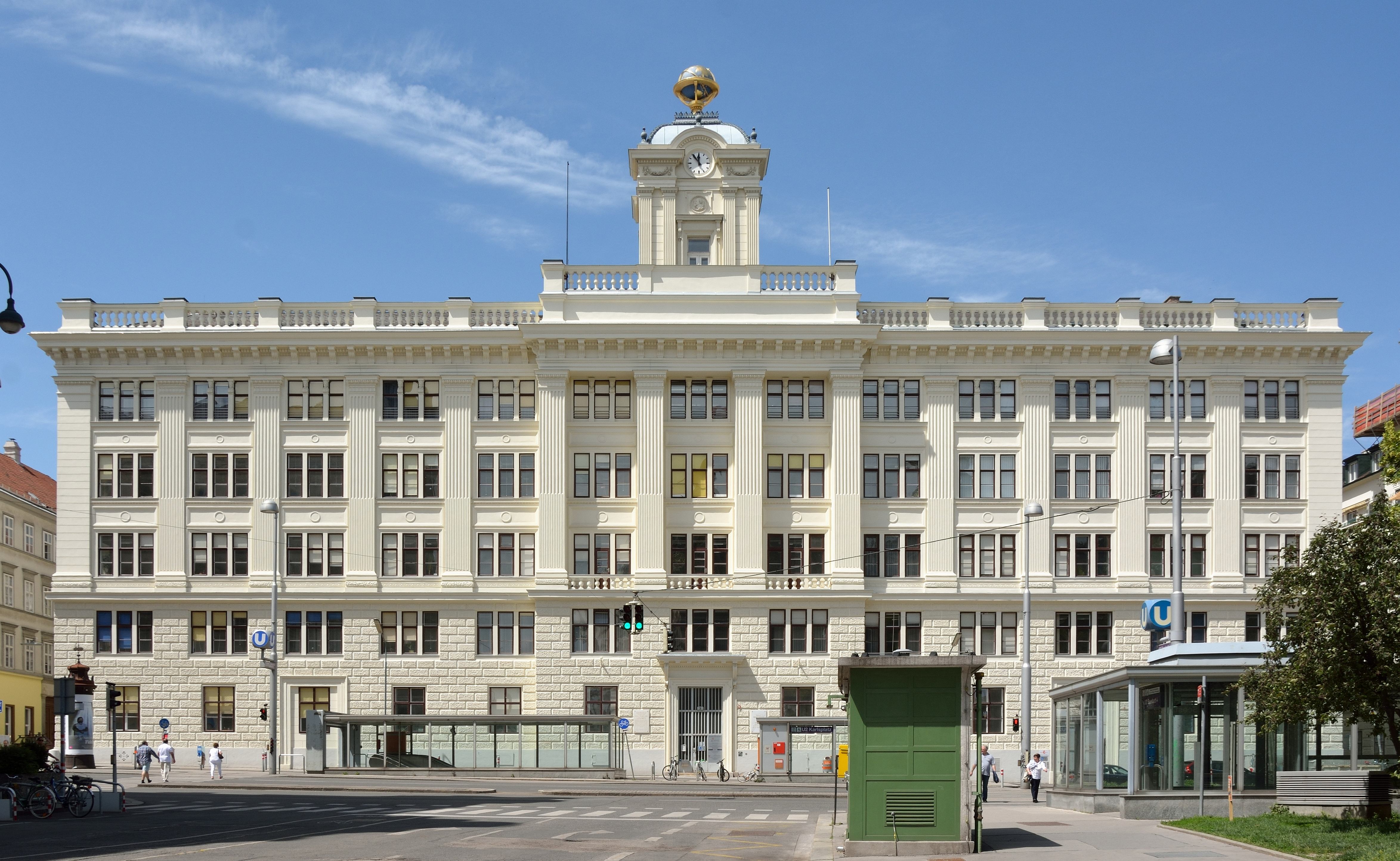
Militärgeografiska institutets byggnad i Wien.

Redan 1777 inrättades en befattning som geographer and surveyor of roads, men det var först 1813 som åtta tjänster som fältmätare och åtta tjänster som fältmätningsassistenter inrättades inom ramen för ingenjörskåren. En särskild fältmätningsbyrå skapades 1818 och 1831 blev denna byrå en självständig enhet inom krigsdepartementet. En självständig topografisk kår, Corps of Topographical Engineers, bildades 1838 och förenades 1863 med ingenjörskåren.
Den amerikanska topografiska kåren hade till uppgift, dels att geografisk inventera landet väster om Mississippi, dels att genomföra rekognoseringsarbeten för att fastställa den lämpligaste sträckningen för en transkontinental järnvägslinje från Atlanten till Stilla Havet.

## Österrike
I Kejsardömet Österrike bildades ett militärgeografiskt institut i Wien 1839 genom en sammanslagning av militärgeografiska institutet i Milano (vilket var ett arv från motsvarande inrättning i Napoleons Cisalpinska republik) och den kejserliga generalkvartermästarstabens topografiskt-litografiska anstalt (vilken hade sitt ursprung i en 1807 grundad kartografisk kår, Mappierungs Corps). Institutet hade till uppgift att framställa de kartor som armén behövde. Det bestod av avdelningar för astronomi och geodesi, kartografi och topografi. Chef var en generalsperson. Under honom lydde officerare, militärtjänstemän och tekniska biträden samt underofficerare och manskap. Officerarna tillhörde Militär-Ingenieur-Geographen-Corps. Efter första världskriget överfördes institutets uppdrag på det civila lantmäteriverket. I dagens österrikiska Bundesheer utförs motsvarande uppgifter av Institut für militärisches Geowesen.
- Militärtjänstemännens grader vid det Militärgeografiska institutet i Wien